# Esmehan Sultan
Esmehan Sultan (în turcă otomană اسمیخان سلطان; n. 1545, Manisa, Turcia – d. 8 august 1585, Constantinopol, Imperiul Otoman) a fost o prințesă otomană, fiica sultanului Selim al II-lea (1566–1574) și a sultanei Nurbanu. A fost nepoata sultanului Soliman Magnificul (1520–1566) și a consoartei preferate și soției legale Hürrem Sultan, sora sultanului Murad al III-lea (1574-1595) și mătușa sultanului Mehmed al III-lea (1595-1603).

## Tinerețea
Esmehan Sultan s-a născut în jurul anului 1545 în orașul Manisa, pe când tatăl ei era doar prinț. Mama ei era Nurbanu Sultan.

## Prima căsătorie
În 1562 au fost încheiate alianțe matrimoniale puternice pentru fiicele lui Șehzade Selim, prințul care avea să-i succeadă sultanului Soliman Magnificul sub numele de Selim al II-lea: Esmehan s-a căsătorit cu vizirul Sokollu Mehmed Pașa, Gevherhan s-a căsătorit cu amiralul Piyale Pașa și Șah cu șoimarul șef Hasan Agha. Cheltuielile pentru nunta imperială au fost suportate de Trezoreria de Stat, iar ginerele imperial a primit un cadou de nuntă de 15.000 de florini.
În 1575, imediat după ce fratele ei, sultanul Murad, a urcat pe tron, indemnizația ei zilnică era de 250 de aspri. La începutul anilor 1580 Esmehan s-a prezentat fratelui ei, sultanul Murad al III-lea, cu două concubine pentru a preveni stingerea dinastiei, deoarece fratele ei rămăsese fidel unei concubine, Safiye, cu care a avut doi fii.
Ea este renumită pentru că a construit Moscheea Sokollu Mehmed Pașa din Istanbul și Moscheea Esmahan Sultan din Mangalia.

## A doua căsătorie
După moartea marelui vizir Sokollu Mehmed Pașa în 1579, prințesa l-a ales ca soț pe Ösdemiroğlu Osman Pașa, care nu a fost însă interesat. Următoarea ei alegere a fost Kalaylıkoz Ali Pașa, guvernatorul Budei, care a fost de acord cu căsătoria, însă atunci când sultanul i-a cerut să divorțeze de soția sa anterioară, durerea și suferința soției sale au provocat, se pare, o revoltă în oraș. Cu toate acestea, cei doi s-au căsătorit în 1584 și au avut un fiu, Sultanzade Mahmud Bey, care s-a născut în 1585.

## Moartea
Esmehan Sultan a murit la nașterea unui copil, la fel ca și sora ei, Fatma Sultan, înaintea ei, la 8 august 1585 și a fost înmormântată în mausoleul tatălui ei din Moscheea Hagia Sophia. Fiul ei nou-născut, Mahmud, îi va supraviețui doar cincizeci de zile.